# Fässchenschnecken
Die Fässchenschnecken (Orculidae), auch Tönnchenschnecken genannt, sind eine Familie aus der Unterordnung der Landlungenschnecken (Stylommatophora). In Europa kommen etwa 32 Arten vor.

## Merkmale
Die Gehäuse sind zylindrisch bis kegelförmig. Sie können rechts oder links gewunden sein. Die Adultgröße reicht von etwa 3 mm bis 10 mm. Es können bis über 10 Windungen vorhanden sein. Die Umgänge sind eng gewunden und nehmen nur langsam zu. Die postembryonalen Umgänge besitzen meist eine mehr oder weniger deutlich ausgeprägte Radialskulptur. Dagegen zeigen die embryonalen Windungen eine feine Körnchenstruktur, oft kombiniert mit sehr feinen spiraligen Streifen. Die rundliche Mündung weist zahlreiche Zähne auf, die in die Mündung hineinragen. Der Rand ist umgebogen und meist etwas verbreitert. Im zwittrigen Geschlechtsapparat ist ein Penis und Epiphallus vorhanden. Der peniale Appendix und ein Blindsack sind ursprünglich vorhanden, tendieren jedoch zur Reduktion oder Umbildung. Ein Flagellum ist nur rudimentär oder fehlt ganz. Ein Divertikel am Stiel der Spermathek kann vorhanden sein oder auch fehlen.

## Vorkommen, Lebensweise und Verbreitung
Die Arten der Familie leben im Moos, unter Laub und Gesteinsschutt. Manche Arten tarnen ihre Gehäuse durch angeklebte Erd- und Kotklumpen. Die Familie ist in Mittel- und Südeuropa, im Nahen Osten, in Zentralasien, Nord- und Südafrika und auf Madagaskar verbreitet.

## Systematik
Die Familie der Fässchenschnecken (Orculidae) ist eine von 13 Familien der Überfamilie Pupilloidea (nach Bouchet & Rocroi, 2005). Schileyko (1998) stellt sie dagegen in eine eigene Überfamilie Orculoidea. Bouchet & Rocroi unterteilen die Familie in die zwei Unterfamilien Orculinae Pilsbry, 1918 und Odontocycladinae Hausdorf, 1996. Schileyko (1998) weist dagegen fünf Unterfamilien aus: Orculinae Pilsbry, 1918, Pagodulinae Pilsbry, 1924, Odontocycladinae Hausdorf, 1996, Argninae Hudec, 1965 und Lauriinae Steenberg, 1925. Letztere zwei Familien werden von Bouchet & Rocroi (2005) als eigenständige Familien Argnidae und Lauriidae interpretiert.
- Familie Fässchenschnecken (Orculidae Pilsbry, 1918)
  - Unterfamilie Orculinae Pilsbry, 1918
    - Gattung Alvariella Hausdorf, 1996
    - Gattung Orcula Held, 1837
      - Große Fässchenschnecke (Orcula dolium (Draparnaud, 1801))
      - Schlanke Fässchenschnecke (Orcula gularis (Rossmässler, 1837))
      - Orcula conica (Rossmässler, 1837)

    - Gattung Orculella Steenberg, 1925
    - Gattung Pagodulina Clessin, 1872 (mit Untergattungen Pagodulina (Pagodulina) Clessin, 1872, Pagodulina (Crystallifera) Schileyko, 1978)
      - Pagodenschnecke (Pagodulina pagodula (Desmoulins, 1830))
      - Südliche Pagodenschnecke (Pagodulina subdola (Gredler, 1856))

    - Gattung Pilorcula Germain, 1912
    - Gattung Schileykula Gittenberger, 1983
    - Gattung Sphyradium Charpentier, 1837
      - Kleine Fässchenschnecke (Sphyradium doliolum (Bruguière, 1792))

  - Unterfamilie Odontocycladinae Hausdorf, 1996
    - Gattung ?Afriboysidia Zilch, 1939
    - Gattung Anisoloma Ancey, 1901
    - Gattung Fauxulella Pilsbry, 1917
    - Gattung ?Fauxulus Schaufuss, 1869 (die Gattung wird auch manchmal zu den Kornschnecken (Chondrinidae) gestellt)
    - Gattung Odontocyclas Schlüter, 1839
      - Odontocyclas kokeilii (Rossmässler, 1838)

    - Gattung Tomigerella L. Pfeiffer, 1878
    - Gattung Walklea Gittenberger, 1978
      - Walklea rossmaessleri (Rossmässler, 1838)